# Танагра пуерто-риканська
Танагра пуерто-риканська (Spindalis portoricensis) — вид горобцеподібних птахів родини Spindalidae.

## Поширення
Ендемік Пуерто-Рико. Поширений по всьому острові.

## Опис
Вага самця становить 22-37 г, самиці — 28-41 г. Самці оливкового забарвлення з помаранчевими шиєю та грудьми. Голова чорна з двома білими смугами (одна над очима, інша під очима). Хвіст і крила темно-сірі з білими кінчиками. У самиць все тіло оливкового забарвлення з ледь помітними білими смугами.

## Спосіб життя
Живе у різноманітних лісах та на плантаціях. Трапляються парами або невеликими зграйками. Живляться фруктами і ягодами, інколи поїдають комах та інших безхребетних.

## Розмноження
Чашоподібне гніздо будує з трави серед гілок дерев. У гнізді 2-4 яйця світло-блакитного кольору з коричневими плямами навколо ширшого кінця.